# Daktyloepitrit
Mit dem Begriff Daktyloepitriten bezeichnet man eine Bauart antiker Verse der Lieddichtung, bei der sich daktylische und epitritische Füße abwechseln.
Sie wurden ursprünglich als Singverse in der griechischen Chorlyrik verwendet und sind erstmals bei Stesichoros belegt. Die meisten daktylepitritischen Lieder sind von Simonides von Keos, Bakchylides und Pindar überliefert. Auch in der Tragödie tauchen Daktyloepitriten auf, jedoch sehr selten. Ihre Häufung in der Medea des Euripides ist eine Ausnahme.

## Klassifizierung und Aufbau
Im Gegensatz zu den Sprechversen, deren Metren regelmäßig verwendet werden und die damit immer gleichmäßig lang sind, sind daktyloepitritische Verse nicht nach Metren (κατὰ μέτρον) aufgebaut und können beliebig lang sein. Im Unterschied zu den ebenfalls nicht nach Metren aufgebauten Äolischen Versmaßen bestehen daktyloepitritische Verse aus einer Abfolge von daktylischen und epitritischen („nachfolgenden“) Gliedern (sogenannte Kola). Diese Glieder sind meist durch ein elementum anceps (eine lange oder kurze Bindesilbe) verbunden; man spricht von synartetischem Bau. Bei unmittelbar aufeinanderfolgenden Kola ohne Binnenglied spricht man von asynartetischem Bau.
Die Bezeichnung Daktyloepitriten stammt vom Philologen Rudolf Westphal, einem Schüler Gottfried Hermanns, aus dem Werk Griechische Metrik mit besonderer Rücksicht auf die Strophengattungen und die übrigen melischen Metra (Leipzig 1889). Sie wurde auch im englischsprachigen Raum übernommen (dactylo-epitritic). Eine systematische Erklärung des Versmaßes gelang erst Paul Maas, der die Daktyloepitriten in folgender Weise erklärte: Das daktylische Grundelement ist ein Hemiepes, also ein daktylischer Hexameter bis zur Penthemimeres genannten Zäsur. An dieses Grundelement schließen sich die epitritischen Glieder an, die aus Kretikern bestehen. Wahlweise können auch kurze daktylische Elemente stehen. Die synartetischen Elemente stehen als einzelne elementa longa, brevia oder ancipitia. Die Kurznotation nach Maas, die heute weithin verwendet und in metrische Kompendien aufgenommen ist, sieht folgendermaßen aus:
| Kürzel | metrisch | Entsprechung nach Metren |
| ------ | -------- | ------------------------ |
| D      | —◡—◡—    | Hemiepes                 |
| d1     | —◡—      | Choriambus               |
| d2     | ◡—       | Anapäst                  |
| e      | —◡—      | Kretikus                 |
| E      | —◡— ◡—   | e × e                    |

Bei den überlieferten daktyloepitritischen Gedichten zeigen sich bestimmte Muster, was die Anordnung der Elemente angeht. Diese sind von Herwig Maehler in seiner Ausgabe des Pindar (1989) zusammengestellt worden. Da die Interpretation vieler Stellen schwierig bis unlösbar ist, haben Maehler und Bruno Snell die metrischen Umschriften der Lieder Pindars und Bakchylides’ in ihrer Ausgabe in der Maas’schen Kurzform angefügt.

## Textbeispiel
Die folgende Stelle stammt aus den Siegesgesängen des Bacchylides (Bacch. 5,56-67). Die daktylischen Glieder sind rot, die epitritischen Glieder grün eingefärbt.
Griechisch
ἔρνος Διὸς ἀργικεραύνου δώματα Φερσεφόνας τανισφύρου,

καρχαρόδοντα κύν’ ἄξοντ’ ἐς φάος ἐξ Ἀΐδα,

υἱὸν ἀπλάτοι’ Ἐχίδνας· ἔνθα δυστάνων βροτῶν

ψυχὰς ἐδάη παρὰ Κωκυτοῦ ῥεέθροις, οἷά τε φύλλ’ ἄνεμος

Transkription
dŷnai pot’ ereipsipýlan ándr’ aníkaton légousin

érnos Diòs argikeraúnou dómata Phersephónas tanisphýrou,

karcharódonta kyn’ áxont’ es pháos ex Äída,

yiòn haplátoi’ Echídnas· éntha dystánon brotôn

psychàs edáe parà Kokytoû rheétrois, hoîa te phýll’ ánemos

Ídas anà melobótous prônas argestàs doneî.
Übersetzung
Es soll einst der unbesiegbare Mann, der Tore einreißende, hinabgestiegen sein,

der Sohn des hellblitzenden Zeus, in die Wohnung der schlankfesseligen Persephone,

um den Hund mit furchtbaren Zähnen aus dem Hades ins Licht zu führen,

den Sohn der grausigen Echidna: Da gewahrte er der unseligen Sterblichen

Seelen an den Strömen den Kokytos, so wie der Wind die Blätter

an den Schafe weidenden, leuchtend weißen Hängen des Ida schüttelt.
Metrische Analyse
(in Klammer die Kurznotation nach Maas)
——◡◡—◡◡——◡———◡—— (–DE–)

——◡◡—◡◡———◡◡—◡◡———◡— (–D–D–e)

—◡◡—◡◡———◡◡—◡◡— (D–D)

—◡———◡———◡———◡— (E–E)

——◡◡—◡◡———◡———◡◡—◡◡— (–D–e–D)

——◡◡—◡◡——◡———◡— (–DE)